# UDP-galaktoza—UDP-N-acetilglukozamin galaktoza fosfotransferaza
UDP-galaktoza—UDP--acetilglukozamin galaktoza fosfotransferaza (EC 2.7.8.18, uridin difosfogalaktoza-uridin difosfoacetilglukozamin galaktoza-1-fosfotransferaza, galaktoza-1-fosfotransferaza, galaktozilna fosfotransferaza, UDP-galaktoza:UDP--acetil-D-glukozamin galaktoza fosfotransferaza) je enzim sa sistematskim imenom UDP-alfa--galaktoza:UDP--acetil-alfa--glukozamin galaktoza fosfotransferaza. Ovaj enzim katalizuje sledeću hemijsku reakciju
UDP-alfa--galaktoza + UDP-N-acetil-alfa--glukozamin {\displaystyle \rightleftharpoons } UMP + UDP-N-acetil-6-(alfa-D-galaktoza-1-fosfo)-alfa-D-glukozamin
N-acetilglukozamin krajnje grupe u glikoproteinima takođe mogu da budu akceptori.

## Literatura
- Nicholas C. Price; Lewis Stevens (1999). Fundamentals of Enzymology: The Cell and Molecular Biology of Catalytic Proteins (Third изд.). USA: Oxford University Press. ISBN 019850229X.
- Eric J. Toone (2006). Advances in Enzymology and Related Areas of Molecular Biology, Protein Evolution (Volume 75 изд.). Wiley-Interscience. ISBN 0471205036.
- Branden C; Tooze J. Introduction to Protein Structure. New York, NY: Garland Publishing. ISBN 0-8153-2305-0.
- Irwin H. Segel. Enzyme Kinetics: Behavior and Analysis of Rapid Equilibrium and Steady-State Enzyme Systems (Book 44 изд.). Wiley Classics Library. ISBN 0471303097.

## Spoljašnje veze
- UDP-galactose---UDP-N-acetylglucosamine+galactose+phosphotransferase на 